# Amade Sanjar
Muiz Aldunia Adim Adude Adaulá Abul Harite Amade Sanjar ibne Maleque Xá (Muizz ad-Dunya wa ad-Din Adud ad-Dawlah Abul-Harith Ahmad Sanjar ibn Malik-Shah), melhor conhecido somente como Amade Sanjar (1086-1157; em persa: احمد سنجر) foi governador seljúcida da província de Grande Coração de 1097 a 1118, quando se tornou o sultão do Império Seljúcida, que governou até sua morte em 1157.
Seu mausoléu encontra-se na cidade arqueológica de Merve, no Turcomenistão, considerada patrimônio mundial da Unesco desde 1999.